# Insenatura di Keller
L'insenatura di Keller è un'insenatura ricoperta di ghiaccio, lunga circa 22 km, in direzione nordest-sudovest, e larga circa 11 km alla bocca, situata sulla costa di Lassiter, nella parte orientale della Terra di Palmer, in Antartide. Estesa in particolare da capo Little, a ovest, all'estremità orientale della penisola Smith, ossia capo Fiske, a est, l'insenatura vede le sue acque completamente ricoperte dalla piattaforma glaciale Larsen D e al suo interno si gettano diversi ghiacciai, come ad esempio il Barcus, il cui flusso va ad alimentare la sopraccitata piattaforma.

## Storia
L'insenatura di Keller è stata scoperta da alcuni membri del Programma Antartico degli Stati Uniti d'America di stanza alla base Est durante una ricognizione aerea svolta nel dicembre 1940; nel 1947 essa è stata poi nuovamente fotografata nel corso della spedizione antartica di ricerca Ronne, i cui membri, assieme a quelli del British Antarctic Survey, allora chiamato Falkland Islands Dependencies Survey (FIDS), la cartografarono poi da terra. L'insenatura è stata in seguito così battezzata da Finn Rønne in onore di Louis Keller, di Beaumont, Texas, che contribuì alle forniture della spedizione dell'esploratore norvegese.